# Starkville (Colorado)
Starkville es un pueblo ubicado en el condado de Las Ánimas en el estado estadounidense de Colorado. En el Censo de 2010 tenía una población de 59 habitantes y una densidad poblacional de 312,06 personas por km².

## Geografía
Starkville se encuentra ubicado en las coordenadas 37°7′1″N 104°31′24″O / 37.11694, -104.52333. Según la Oficina del Censo de los Estados Unidos, Starkville tiene una superficie total de 0.19 km², de la cual 0.19 km² corresponden a tierra firme y (0%) 0 km² es agua.

## Demografía
Según el censo de 2010, había 59 personas residiendo en Starkville. La densidad de población era de 312,06 hab./km². De los 59 habitantes, Starkville estaba compuesto por el 55.93% blancos, el 0% eran afroamericanos, el 1.69% eran amerindios, el 1.69% eran asiáticos, el 0% eran isleños del Pacífico, el 37.29% eran de otras razas y el 3.39% pertenecían a dos o más razas. Del total de la población el 72.88% eran hispanos o latinos de cualquier raza.